# Resnik (Aerodrom)
Resnik (em cirílico: Ресник) é uma vila da Sérvia localizada no município de Aerodrom, pertencente ao distrito de Šumadija, na região de Šumadija. A sua população era de 1076 habitantes segundo o censo de 2011.

## Demografia
| 1948 | 1953 | 1961 | 1971 | 1981 | 1991 | 2002 | 2011 |
| ---- | ---- | ---- | ---- | ---- | ---- | ---- | ---- |
| 1776 | 1761 | 1771 | 1497 | 1411 | 1322 | 1147 | 1076 |